# Philipp von Westphalen

Christian Heinrich Philipp Edler von Westphalen. Ölgemälde

Christian Heinrich Philipp (seit 1764) Edler von Westphalen (schrieb sich bis 1749 Westphal) (getauft 27. März 1723 [nicht * 24. April 1724] in Hannover-Neustadt; † 21. September 1792 in Blücher bei Boizenburg) war einer der engsten Vertrauten und Mitarbeiter des Herzogs Ferdinand von Braunschweig. Seine Enkelin Jenny von Westphalen wurde die Frau von Karl Marx.
Während des Siebenjährigen Krieges war er – obwohl kein Soldat – de facto der Generalstabschef des Herzogs und, wie sein Enkel, der preußische Innenminister Ferdinand von Westphalen, schreibt, „Minister des Hauses, der auswärtigen Angelegenheiten und des Krieges“.

## Familie
Seine Eltern waren Isaak Johann Christian Westphal (* um 1688; † 19. April 1753 in Braunschweig) und Anna Elisabeth Henneberg (* um 1704; † 17. August 1759 in Braunschweig). Der Vater war vor 1720 und nach 1730 Kammerschreiber und Postverwalter in Blankenburg am Harz. In der Zwischenzeit scheint er aber auch an anderen Orten tätig gewesen zu sein, jedenfalls verzeichnen die Kirchenbücher von Blankenburg die Geburt des Sohnes nicht. Zu seiner Einführung als Canonicus an St. Blasii in Braunschweig brachte Philipp eine Taufurkunde bei, die auf den Namen Christian Heinrich Ludwig Westphalen lautete, getauft 1723 in Hannover-Neustadt. 1738 wurde der Vater Hofpostmeister in Braunschweig und stand somit an der Spitze des Postdienstes im Herzogtum Braunschweig.
Westphalen heiratete 1765 Jeanie Wishart (of Pittarow) (* 20. September 1742 in Edinburgh; † 31. Juli 1811 in Salzwedel), Tochter des Pfarrers George Wishart (1703–1785) in Edinburgh und der Anne Campbell (um 1710–1782) mit Vorfahren im schottischen Land- und Hochadel. Er hatte sie im britischen Feldlager kennengelernt, wo sie als Schwägerin des Kommandanten der britischen Truppen Karl Friedrich von Beckwith ihre Schwester besuchte. Aus der Ehe stammten vier Söhne, darunter der preußische Regierungsrat Ludwig von Westphalen, der Vater von Jenny und Schwiegervater von Karl Marx.

## Leben
Westphalen kam, nachdem er zunächst zu Hause erzogen worden war, 1738 auf die Klosterschule in Mariental und am 9. November 1740 – gemeinsam mit seinem früh verstorbenen Bruder Ernst August – auf die Universität Helmstedt, um Rechtswissenschaft zu studieren. Nach zwei Jahren ging er nach Halle und studierte dort weitere drei Jahre. Danach kehrte er nach Braunschweig zurück und bewarb sich um eine Hofmeisterstelle am Collegium Carolinum, die er am 23. März 1746 auch erhielt. Hier blieb er bis Ostern 1749, als er sich als Begleiter eines Herrn von Spiegel auf eine mehrjährige Reise durch Süddeutschland, Frankreich und Italien aufmachte. Dabei eignete er sich verschiedene Sprachen an. Nach seiner Rückkehr im Frühjahr 1751 trat er noch im selben Jahr als Sekretär in die Dienste des (nicht regierenden) Herzogs und preußischen Generalleutnants Ferdinand von Braunschweig.
Er begleitete den Herzog, der ein Schwager und einer der wichtigsten Vertrauten Friedrichs II. von Preußen war, nach Potsdam, Dänemark und Magdeburg, dessen Gouverneur Herzog Ferdinand 1755 wurde. Westphalen erwarb sich schnell das Vertrauen des Herzogs und wurde dessen rechte Hand. Er leitete das gesamte Hauswesen, besorgte die Korrespondenz, kümmerte sich um die finanziellen Angelegenheiten usw.
Als 1756 der Siebenjährige Krieg ausbrach, begleitete Westphalen den Herzog, der zu Anfang des Krieges eine preußische Division führte, auch während der Feldzüge. Er war bei den Schlachten von Lobositz, Prag und Roßbach dabei und fertigte davon sehr ausführliche Relationen (d. h. Berichte) an, die an den regierenden Herzog Karl I., Ferdinands Bruder, nach Braunschweig gesandt wurden. Als Ferdinand Ende 1757 den Oberbefehl auf dem westlichen Kriegsschauplatz erhielt, begleitete ihn Westphal abermals und entfaltete in dessen Hauptquartier seine für die militärischen Erfolge des Herzogs so bedeutsame Tätigkeit, während er dem Namen nach bloß sein Sekretär (seit 1762 Geheimsekretär) blieb.
Sein Enkel, der preußische Staatsminister Ferdinand von Westphalen, schrieb im pathetischen Duktus des 19. Jahrhunderts:

„Er war und blieb, durch die ganze, fünf volle Jahre dauernde, Kriegszeit hindurch im Hauptquartier des Herzogs Ferdinand sein geschicktester, unermüdlicher Gehülfe in allen Kriegsgeschäften und Arbeiten des Cabinets, sein kluger Rathgeber und wachsamer Diener um seine Person, sein ihn nie verlassender Freund. In der äußerlich bescheidenen Stellung ‚des Sekretärs‘ des Herzogs war er, unter Beseitigung jeder Controlle durch einen Kriegsrath, im Besitz des unbeschränkten Vertrauens seines durchlauchtigen Herrn: er machte die strategischen Entwürfe, gab die Operationen bis ins kleinste Detail an, bereitete dieselben vor und half sie in der Ausführung leiten und verbessern; er wurde mit bestimmten Vorschlägen, wann, wo und wie die Treffen zu liefern seien, stets vom Herzog gehört. Er besorgte allein die Generalstabsgeschäfte, sowie die Correspondenz des Herzogs über alles, was auf die Verpflegung, Bekleidung, Bewaffnung, Recrutirung und Verstärkung der verbündeten Truppen, sich bezog, um zu verhüten, daß nicht das Geheimniß der Operationen des Herzogs dem Feinde verrathen werden konnte.“

Nach Kriegsende zog sich Westphalen, 1764 vom Kaiser als „Edler von Westphalen“ geadelt und zum herzoglichen Landdrosten ernannt, ins Privatleben zurück und lehnte ihm angebotene höhere Ämter ab. Von dem ihm durch König Georg III. verliehenen Titel eines Generaladjutanten des Heeres machte er keinen Gebrauch, bezog aber bis Ende seines Lebens britische und hannöversche Pensionen. Gleichfalls 1764 kaufte er mit Unterstützung Ferdinands von Herzog Karl das Gut Bornum bei Königslutter, das er 1779 an diesen zurückverkaufte. Er hoffte nun, in dänische Dienste wechseln zu können, wurde aber 1780 nur Ritter des Dannebrogordens. Seine letzten Jahre verbrachte er als Erb- und Gerichtsherr und Privatgelehrter auf den mecklenburgischen Gütern Blücher und Teichenberg an der Elbe, die er 1781 erwarb, während er die Winter teilweise in Braunschweig verlebte.
Westphalens Berichte aus dem Feld an Friedrich II. von Preußen verwandte dieser später in seiner Geschichte des Siebenjährigen Krieges. Gleich 1763 begann Westphalen auch selbst damit, die Geschichte der von ihm miterlebten Feldzüge niederzuschreiben, welche Arbeit Herzog Ferdinand trotz ihres in der Folge weniger intensiven Kontakts mit lebhaftem Interesse verfolgte. Er gelangte mit seiner Darstellung jedoch nicht über das Jahr 1758 hinaus, und auf Grund von Unstimmigkeiten mit dem Verleger sowie aus Rücksicht auf lebende Personen kam es zu seinen Lebzeiten zu keiner Veröffentlichung.

## Werk
- Philipp von Westphalen: Geschichte der Feldzüge Herzog Ferdinands von Braunschweig-Lüneburg, hrsg. von Ferdinand von Westphalen. 6 Bände. Berlin 1859–1872 (Digitalisat: Band 1, Band 2, Band 3, Band 4, Band 5, Band 6)